# Archibald Lyle
Archibald Lyle (* 10. Februar 1886; † unbekannt) war ein schottischer Fußballspieler.

## Karriere
Lyle kam 1909 vom Glasgower Amateurklub Maryhill nach London zu den Tottenham Hotspur in die Football League First Division. Bei seinem Debüt für die Spurs am 25. September 1909 gegen Sheffield Wednesday, als er an der Seite von Billy Minter Walter Tull als Halbstürmer vertrat, verletzte er sich derart schwer, dass Tottenham am Saisonende von einer Weiterverpflichtung absah. Über Lyles weiteren Verbleib ist nichts bekannt.